# Air Line Pilots Association, International
Die Air Line Pilots Association, International (auch: Air Line Pilots Association, Int′l) (ALPA) ist eine durch einen Tarifvertrag geregelte Arbeitnehmervertretung für mehr als 61.000 Berufspiloten von 35 verschiedenen US-amerikanischen & kanadischen Fluggesellschaften. Sie hat ihren Hauptsitz in Washington, D.C.

## Geschichte
ALPA wurde 1931 gegründet und ist Mitglied der American Federation of Labor and Congress of Industrial Organizations und des Canadian Labour Congress, zwei bedeutende Dachverbände nordamerikanischer Gewerkschaften. Anfang August 2013 wurde bekanntgegeben, dass Lori Garver, die bisherige stellvertretende Leiterin der NASA, als General Manager der Air Line Pilots Association tätig sein wird.

## Liste der Mitglieder
- Air Canada Jazz
- Air Midwest
- Air Transat
- Air Wisconsin
- Alaska Airlines
- Aloha Airlines
- America West
- American Eagle Airlines
- American Trans Air
- Astar Air Cargo
- Atlantic Southeast
- Atlas Air
- Bearskin Airlines
- Calm Air
- CanJet
- Champion Air
- Comair
- Continental Airlines
- Delta Air Lines
- ExpressJet
- FedEx Express
- Freedom Airlines
- Gemini Air Cargo
- Hawaiian Airlines
- Island Air
- Kelowna Flightcraft
- Kitty Hawk Aircargo
- Mesa Airlines
- Mesaba Airlines
- Midway Airlines
- Midwest Airlines
- Northwest Airlines
- Pan American Airlines
- Piedmont Airlines
- Pinnacle Airlines
- Polar Air Cargo
- PSA Airlines
- Ryan International Airlines
- Skyway Airlines
- Spirit Airlines
- Sun Country Airlines
- Trans States Airlines
- United Airlines
- US Airways